# Гавриил Тихов
Гавриил Адрианович Тихов (на руски: Гаврии́л Адриа́нович Ти́хов) е руски астроном, астрофизик, професор, доктор по физика и математика, основател на науката астроботаника. Член-кореспондент е на Академията на науките на СССР, академик на Академията на науките на Казахската ССР, почетен член на Американското астрономическо общество, почетен член на Националната академия на науките на Беларус, почетен учен от Казахстанската ССР. Автор е на редица проекти на астрономически инструменти.

## Младост
Гавриил Тихов е роден на 19 април/1 май 1875 г. в град Смолевичи, Минска губерния, в семейството на железопътен служител. Важна роля във възпитанието и образованието на момчето играе майка му Анна, която от петгодишна възраст започва да го учи първо на четене и писане, а по-късно и на други науки, а баща му го обучава по математика. Когато Гавриил трябва да се запише в гимназията, Тихови живеят на малката гара Зайцево, на железопътната линия Лозово-Севастопол. За приемните изпити на Гавриил и сестра му Маруся ги подготвя помощникът на баща му, пенсионираният офицер Ланге. В онова време, за прием в държавната гимназията е необходима много добра подготовка по редица предмети и не всички могат да влязат в нея, а само онези, които са добре подготвени.
Заради работата на бащата семейството често се мести от място на място. Момчето започва да учи в гимназията в Павлодар, но завършва средното си образование в Симферополската държавна мъжка гимназия. Още като ученик започва да преподава частни уроци. Докато се подготвя да влезе в гимназията, се запознава с Чернов, преподавател по физика в Института за благородни девици Смолни, който има астрономическа тръба. Монтирана е в двора на дачата му на стълб, вкопан в земята. През нея Гавриил за първи път вижда звездните купове в Млечния път, а Чернов му показва и някои двойни звезди. Оттогава започва голямата му любов към астрономията.
През 1893 г. Тихов е приет във Физико-математическия факултет на Московския университет. Той често посещава астрономическата кула над оптичния магазин „Швабе“ на Кузнецкия мост. Там слуша обясненията на Константин Покровски, асистент в Обсерваторията на Московския университет, който по-късно става водещ учен в областта на кометната астрономия, член-кореспондент на Академията на науките на СССР и първият ректор на Пермския университет. През втората година на обучението Тихов започва да посещава университетската лаборатория, където професорът по астрономия Витолд Цераски кани своите студенти.
По време на ваканцията след първата си година на обучение, той организира собствена малка „обсерватория“ в Смолевичи, където на покрива инсталира астрономическа тръба с 54-милиметров обектив. През следващото лято проявява интерес към ботаниката и чете някои книги по темата, включително „Животът на растенията“ от Климент Тимирязев. През третата година интересът му вече се е спрял на астрофизиката и по-специално, на изучаването и изследването на двойните звезди. По същото време в едно италианско списание се появява първата публикация на Тихов, която е написана на френски език. Преводът на изследването му е направен от академик Аристарх Белополски от Пулковската обсерватория, с когото талантливият студент води активна кореспонденция.
Завършва университета през 1897 г. и заминава за Смоленск, за да подготви една ученичка за полагане на изпити за дипломиране в мъжка гимназия. Тогава жените не са приемани в руски висши учебни заведения, затова идеята е тя да влезе в един от швейцарските университети, за което ѝ е необходима диплома от руска мъжка гимназия. Това е Людмила Евграфовна Попова, за която през следващата година Гавриил Тихов се жени. По-късно, след като получава висше образование, Людмила, подобно на съпруга си, се увлича по наблюдателната астрономия и до края на живота си остава верен асистент на Тихов, помагайки му в неговите научни изследвания.

## Франция
След сватбата младата двойка заминава за Париж, където Тихов е приет за студент в Сорбоната, а Людмила постъпва в медицинския факултет на Бернския университет. През годините на обучение Гавриил работи като стажант във филиала на Парижката обсерватория в Мьодон, под ръководството на Пиер Жул Сезар Жансен. Там академик Жансен му позволява да прави наблюдения с големия телескоп и след това му възлага задача да създаде спектрограф и да отиде с него до връх Монблан, за да снима слънчевия спектър. Тихов изкачва върха заедно със своя близък приятел и талантлив астроном Алексей Гански, с когото стигат метеорологичната обсерватория на 4359 м надморска височина. Там Гански се занимава с изследвания на Слънцето, а Гавриил прави в обсерваторията чудесни снимки на слънчевия спектър, линиите на телура и други, които принадлежат на атмосферния кислород и други газове в земната атмосфера. Така първите стъпки на Тихов в науката са своеобразно начало на използването на астрофизични методи в метеорологията.
На 15 ноември 1899 г. Тихов извършва полет с балон, заедно с членове на парижкия аероклуб – граф дьо ла Во, пилота дьо Сен Виктор и химика Леслио, с които наблюдава метеорния поток Леониди. Това е първото издигане на младия астроном в атмосферата с летателен апарат и той предопределя цял цикъл негови полети с изследователска цел.

## Зрялост
След завръщането си в Москва Тихов получава магистърска степен, от 1902 г. преподава математика в Шеста московска гимназия, а от следващата година – във Висшия екатеринославски минен институт. Четири години по-късно, по съвет на академик Белополски, е приет на работа като допълнителен астроном в Пулковската обсерватория, където остава до 1941 г. Наблюдения му над планета Марс, по време на голямото противостоене през 1909 г., дават основата за създаване на новата наука астроботаника, която се смята за предшественик на екзобиологията.(3)
През 1912 г., при създаването на астрономическата секция на Руското общество на любителите на световните изследвания (РОЛМ), Тихов става неин председател. През 1917 г. е призован в армията и служи близо до Киев, в Централната аеронавигационна станция на Военното училище за пилоти-наблюдатели. През 1913 г., след защита на дисертация, е удостоен с магистърска степен по астрономия, а през 1934 г. става доктор по астрономия.
От 1919 до 1931 г. преподава астрофизика в Петербургския университет. По същото време организира, и до 1941 г. ръководи астрофизичната лаборатория в Природонаучния институт „Пьотър Лесгафт“ в Ленинград. От 1927 г. е член-кореспондент на Академия на науките на СССР. През 1930 г. създава въздушна фотометрична лаборатория към ленинградския клон на Московския държавен университет по геодезия и картография.
През септември 1930 г. Тихов е арестуван във връзка с „Делото на Академията на науките“, заведено срещу група учени от Академията на науките на СССР и краеведи. Това е политическо, углавно дело, изфабрикувано от Обединената държавна политическа администрация към Съвета на народните комисари на СССР (ОГПУ при СНК СССР). Поводът за недоволството на учените е одобрението на Устава на Академията на науките от 1927 г., който позволява да се лишават от академично звание учени, „водещи антисъветски дейности“. Позволява също и външна намеса в избора на академици. По различни, измислени обвинения, са разстреляни 6 души, 82 са затворени в принудителни трудови лагери за период от 3 до 10 години и 27 са изпратени в отдалечени райони за период от 3 до 5 години. Част от учените, между които и Тихов, са оправдани и освободени след няколкомесечен престой в затвора.
През пролетта на 1941 г. се планира да се подготвят 28 експедиции до Казахстан, в една от които участва и Тихов. Целта е специалисти от различни академични институти и университети в СССР да наблюдават очакваното през септември пълно слънчево затъмнение. Великата отечествена война, започнала на 22 юни през същата година, променя плановете. Въпреки трудното военно положение, за околностите на Алма-Ата заминават 7 експедиции от Москва и Ленинград, макар и в значително намален състав. След приключването на работата става ясно, че членовете на експедициите няма къде да се върнат – Ленинград вече е стегнат в блокаден пръстен, а немските войски се намират на няколко десетки километра от Москва. Поради това много от тях остават евакуирани в Алм-Ата, а Тихов продължава да живее и работи в този град до края на живота си.

## Казахстан
Част от евакуираните астрономи, заедно с Фесенков, Тихов и Каниш Сатпаев стават съоснователи на Академията на науките на Казахстан, Астрофизичния институт Фесенков‎ и астрономическата обсерватория „Каменско плато“. През 1943 г. Тихов е назначен за ръководител на астрономическия сектор към Президиума на Академията на науките на Казахстанската ССР. От 1946 г. е действителен член на Академия на науките на Казахстанската ССР, а през следващата година става ръководител на сектора по астроботаника в същата академия, създаден по негова инициатива. На 18 юли 1949 г. получава академичната титла професор. Освен това е и пълноправен член на казахстанския клон на Всесъюзното астрономическо и геодезическо дружество. През юли 1946 г. Тихов става почетен член на Американското астрономическо общество.
На 16 февруари 1947 г. е избран за депутат във Върховния съвет на Казахстанската ССР от Талгарския избирателен район, а на 18 февруари 1951 г. – от избирателния район на Алма-Ата.
Умира на 25.01.1960 г. в град Алма-Ата, столицата на Казахстан.

## Научна дейност
Основните научни трудове на Гавриил Тихов са посветени на фотометрията и колориметрията на звездите и планетите, както и на атмосферната оптика.
Ученият решава да провери хипотезата, че светлината с различни цветове се движи в междузвездното пространство с различна скорост. За целта снима променливи звезди в съзвездията Голяма мечка и Персей чрез различни светлинни филтри, публикува две статии за дисперсията на светлината и за тях получава награда от Парижката академия на науките. Предлага два различни метода за откриване на дисперсията на светлината в междузвездна среда. През 1898 г. предлага подход, базиран на фазовата разлика на кривите на радиалната скорост на спектрално-двойните звезди, измерена по спектралните линии на поглъщане. Вторият, от 1908 г., се базира на разликите при фазите на кривите при светлината на променливите звезди, получени от наблюдения в различни части от спектъра. Открива забавянето на фазите при двойните звезди в късовълновата област на спектъра, независимо от френския астроном Нордман, който го забелязва при визуални наблюдения. Промяната в скоростта на светлината в определени области на спектъра все още се нарича в астрономията ефект на Тихов-Нордман.
Тихов е един от първите, които започват широко да прилагат светофилтрите при астрономически наблюдения. Изобретява оригинално устройство за измерване на синия цвят на небето. Това е цианометър със сапфирена леща, тъй като спектърът на този скъпоценен камък е възможно най-близък до цвета на небето в ясен ден. През 1909 г., използвайки 30-инчов рефракторен телескоп в Пулковската обсерватория, получава първите снимки на Марс и открива разлики в размера и яркостта на полярните му шапки в различни области на спектъра. Установява и съществуването на син цвят в атмосферата на тази планета. Извършва колориметрични изследвания на Сатурн (1909, 1911), Уран и Нептун (1922).
През 1914 г., при наблюдения на Луната, той за първи път установява, че при поглед от Космоса, Земята трябва да има синкав оттенък. През следващата година предлага нов метод за бързо приблизително определяне на цветовите характеристики на звездите, при който се използва леща със силна хроматична аберация. През 1937 и 1951 г. завършва и публикува каталози за цветовете на около 18 000 звезди.
Тихов подробно и задълбочено изучава оптичните свойства на земната атмосфера и през 1912 г. предлага конструкция на прибор за регистриране и възпроизвеждане на блещукащите звезди. По време на военната си служба се занимава с проблемите на въздушната фотография и проучва развитието на техниката на фотографския процес. В годините на Първата световна война търси методи за намаляване на влиянието на плътността на въздуха върху фотографските образи. През 1936 г. открива аномална дисперсия на светлината в атмосферата на Земята и разработва оригинално устройство за изследване на цвета на дневното небе.
Участва в 20 научни експедиции, включително 5 експедиции за наблюдение на пълни слънчеви затъмнения (1914, 1927, 1936, 1941, 1945). При наблюдението на затъмнението от 1936 г. той пръв отбелязва, че слънчевата корона се състои от две части – безструктурна „матова“ корона, през която проникват потоци от „лъчиста“ корона. Определя и температурата на короната.
Тихов е един от пионерите на теорията за гравитационните лещи. През 1937 г. (година по-късно от Айнщайн, но независимо от него) той получава формулата за коефициента на усилване на гравитационните лещи за светлинни източници с крайни ъглови размери.
Като преподавател Тихов обръща голямо внимание на обучението на студентите. Много от неговите ученици стават доктори и кандидати на науките, известни учени и ръководители на научни отдели.

## Астроботаника
Астроботаниката се ражда едва в края на 1945 година, когато Тихов за първи път произнася термина на заседание на Президиума на казахстанския клон на Академията на науките на СССР и става създател на тази нова насока в астрофизиката. През 1946 г. в „Бюлетин на Академията на науките на Казахстан“ той публикува статия, в която доказва възможността за растителен живот на Марс. Един от основните аргументи на противниците на хипотезата за живот на Марс е липсата в спектъра на планетата на лентата на поглъщане на хлорофила, който присъства в спектъра на земните зелени растения. Тихов твърди, че в мекия климат на ниските и умерените земни ширини е достатъчно растенията да абсорбират лъчи в относително тесни части на спектъра, но в суровия марсиански климат те трябва да поемат цялата дължина на вълната на слънчевия спектър. От това, абсорбционната лента на хлорофила значително се разширява и става невидима.
За растителния живот на Марс учените говорят още от средата на 19 век и при наблюденията и изследванията си Тихов търси такива признаци. За тази цел извършва многобройни експерименти за определяне на отражателната способност на земните растения, развиващи се при различни климатични условия, почви и наличието на други естествени образувания. Установява, че при много растения, живеещи в студени климатични условия, хлорофилната лента отсъства (бял смърч), или почти не се забелязва (бреза-джудже – Betula nana, въшливче) и изчезва, когато температурата спадне под нулата (тяншански смърч). Предполага съществуването на синя растителност на Марс и жълто-оранжеви растения на Венера.
През 1947 г. се създава сектор Астроботаника към Президиума на Академията на науките на Казахската ССР, чието ръководство е поверено на Гавриил Тихов. В статия, публикувана през ноември 1951 г. в списание „Наука и живот“ той пише, че астроботаниката вече е напуснала рамката на изучаване само на растителността на други планети и се е превърнала в нова наука – астробиология. Научното общество в Москва се отнася хладно към новата наука и много учени, като професор О.В. Троицка и академик Фесенков отричат възможността за наличието на растителност на Марс.
През септември 1952 г. Президиумът на Академията на науките на Казахстанската ССР организира широка дискусия, за да се обсъди работата на сектора по астроботаника и изследванията върху извънземния живот. На него присъстват както привържениците на хипотезата за съществуването на живот на Марс, водени от Тихов, така и основните му опоненти Фесенков и Троицка.
Тихов умира на 25 януари 1960 г. и малко след това Астроботаническият сектор е разпуснат. Край на дебата за живота на червената планета слага космическият кораб Викинг 1, който през 1976 г. предава първите изображения от Марс.

## Трудове
Гавриил Тихов е автор на над 230 научни работи, включително 6 книги и учебници. Някои от тях:
1904 г. – Аналитична геометрия на равнината.
1905 г. – Опит при изследване на дисперсията в междузвездното пространство при наблюдения на спектрално-двойни звезди в съзвездието Колар
1907 г. – Изследване на пътя на Томаковския метеорит, наблюдаван на 4 – 7 януари 1905 г.
1909 г. – За изследванията на селективното космическо поглъщане на светлината
1912 г. – Определяне на цвета на звездите и приложението му за изследване на селективното космическо поглъщане на светлината и звездните температури
1914 г. – Пепелявата светлина на Луната
1916 г. – Ново изследване по въпроса за космическата дисперсия на светлината
1917 г. – Подобряване на фотографското и визуално изследване на въздуха
1922 г. – издава учебника „Астрофотометрия“, който е първият наръчник за коефициента на усилване на гравитационните лещи на руски език. Написан е въз основа на лекциите, които изнася в Петербургския университет.
1923 г. – Променливата звезда В.Д.+46
1926 г. – Хоризонтална астрономическа рефракция според наблюденията на изгрева на Слънцето в Пулково през януари – април 1925 и 1926 година
1945 г. – Структура на Слънчевата система
1946 г. – Структура на Вселената
1948 г. – Планетата Марс
1948 г. – Последни изследвания по въпроса за растителността на планетата Марс
1948 г. – Наблюдения на ясно небе със сапфирен цианометър в периода 1936 – 1944 г.
1949 г. – Астроботаника
1950 г. – Основи на визуалната и фотографска фотометрия
1951 г. – Каталог на цветовете на звездите в избрани области №№ 44 – 91, получени по метода на продължителната спектрография
1953 г. – Астробиология
1954 – 1960 г. – в 5 тома са публикувани основните работи на Тихов.
1959 г. – Има ли живот на други планети
1959 г. – 60 години при телескопа

## Награди
- 1909 – награда на Френската академия на науките
- 1909 – награда на Руското астрономическо общество
- 1912 – медал от Френското астрономическо общество
- 1945 – орден „Червено знаме на труда“ за заслуги в областта на науката
- 1946 – звание „Заслужил учен на Казахската ССР“ за многогодишна и ползотворна дейност в различни области на астрономията
- 1953 – орден Ленин
- медал „За доблестен труд във Великата отечествена война 1941 – 1945 г.
- Почетна грамота за заслуги от Президиум на Върховния съвет на Казахстанската ССР
- Втора награда от Руското астрономическо общество

## Памет
- Един от кратерите на Луната носи името на Тихов.[1]
- На негово име е кръстен и ударен кратер на Марс.[1]
- Името му носи и астероида 2251, открит през 1977 г. от руския астроном Николай Черних.[1]